# NGC 4742
NGC 4742 is een elliptisch sterrenstelsel in het sterrenbeeld Maagd. Het hemelobject werd op 25 maart 1786 ontdekt door de Duits-Britse astronoom William Herschel.

## Synoniemen
- MCG -2-33-32
- UGCA 303
- IRAS 12490-1009
- PGC 43594